# Анупама Госвами
Ану́пама Госва́ми (IAST: Anupama Gosvāmī; умер в 1516 году) — вайшнавский (кришнаитский) святой, младший брат кришнаитских богословов Рупы Госвами и Санатаны Госвами, отец Дживы Госвами. До того, как Чайтанья встретил его и нарёк Анупамой, носил имя Валлабха.
Анупама, Санатана и Рупа Госвами принадлежали к Бхарадваджа-готре, что указывает на их связь либо с потомками ведийского риши Бхарадваджи, либо с его учениками. Джива описывает свою родословную в своём труде «Лагху-вайшнава-тошани». Её можно проследить до XIII века, когда в очень богатой брахманской семье в провинции Карнатака появился отпрыск по имени Сарвагья. У него было два сына: Анируддхера Рупешвара и Харихара. Их обоих лишили царства и прогнали в горы. Позже Рупешвара, который стал зваться Падманабхой, переехал в деревню Найхати в Бенгалии, на берегу реки Ганги. Там у него родилось пятеро сыновей, младший из которых, Мукунда, впоследствии стал отцом Кумарадева, у которого и родились Рупа, Санатана и Валлабха. 
Кумарадева обосновался в Пхатеябаде, в области, граничащей с Восточной Бенгалией (ныне Бангладеш). Большинство исследователей считает, что Кумарадева жил в том месте, где сейчас стоит деревня Прембагх, которая расположена неподалёку от Рамсхары в провинции Джессор в Бангладеш. Трое из многочисленных сыновей Кумарадевы стали вайшнавами.
Рупа и Анупама получили образование в деревне Сакурма, расположенной рядом со столицей Бенгалии (которая в те времена была известна как Гауда). Когда умер их отец, они переехали жить в дом своего дяди по матери в деревне Чандрадвипа. Санатана был старшим сыном Кумарадевы, Рупа — средним, а Анупама — младшим. Санатана, Рупа и Анупама — это имена, которые дал им Чайтанья, после того, как они стали его учениками.
Дом, в котором росли Валлабха и его братья, окружали священные деревья тамал, кели-кадамба, и туласи. Посреди зарослей деревьев находились пруды, которым они дали имена священных озёр во Вриндаване: Радха-кунда и Шьяма-кунда. Таким образом, с детства братья были погружены в памятование и служение Кришне.
Позже Валлабха и его старшие братья переехали из Чандрадвипы в деревню Рамакели (ныне в округе Малдах). Здесь у Валлабхи родился его единственный сын — будущий святой и богослов Джива Госвами. 
Все трое братьев поступили на служение в мусульманское правительство, где им присвоили титул «маллик» («господин»). Подобно тому как правительство Великобритании присуждает титул «лорд», мусульмане давали титул «маллик» богатым и уважаемым семействам, тесно связанным с правительством. 
Когда Чайтанья пришёл в деревню Рамакели, он повстречал там Валлабху и нарёк его Анупамой. Позже, после встречи с Чайтаньей, Рупа Госвами оставил государственную службу и, по просьбе Чайтаньи, вместе с Анупамой отправился во Вриндаван. По прибытии в Матхуру, Рупа и Анупама познакомились с человеком по имени Субуддхи Рай, который зарабатывал на жизнь, продавая дрова. Субуддхи показал им все двенадцать священный лесов Вриндавана, в которых по преданию проходили игры Кришны. Рупа и Анупама провели во Вриндаване месяц, а затем пустились на поиски Санатаны Госвами. Идя вдоль берега Ганги, они достигли Аллахабада, но, поскольку Санатана пошёл по другой дороге, они разошлись, и, когда Санатана добрался до Матхуры, Субуддхи Рай рассказал ему о Рупе и Анупаме. Когда Рупа и Анупама наконец встретились с Чайтаньей в Варанаси, он рассказал им о путешествиях Санатаны, после чего они вернулись в Бенгалию, решили все вопросы, связанные с их службой, и, следуя наставлению Чайтаньи, отправились повидать его в Пури.
Гаудия-вайшнавы считают, что после смерти Анупама отправился в обитель бога Рамы в духовном мире. Рупа сообщил о смерти Анупамы Чайтанье в Пури. Описывается, что Анупама был великим преданным Рамы, поэтому он не мог всерьёз думать о поклонении Радхе-Кришне, ка тому учил Чайтанья. И тем не менее он не колеблясь признал, что Чайтанья — это сам Рама, воплощение Всевышнего. В «Бхакти-ратнакаре» написано следующее: 
Валлабха получил от Шри Гаурасундары имя Анупама, но он всегда был поглощён преданным служением Господу Рамачандре. Он не знал никого, кроме Шри Рамачандры, но понимал, что Чайтанья и был Господом Рамачандрой.